# 日本語ロック論争
日本語ロック論争（にほんごロックろんそう）は、1970年前後に起きた日本語とロック音楽の関係性についての論争。音楽雑誌『ニューミュージック・マガジン』など複数の活字メディアで意見交換が行われる等、日本のポップス史上では重要な論争とされている。

## 解説
「日本語ロック論争」は、先行する「日本語のフォーク」に大きな影響を受け、日本のロックを日本語で歌うべきか、英語で歌うべきかが議論された。星勝は「当時はロック系とフォーク系があったけど、フォークの方ではアコースティックだけで、言葉を凄く綺麗に大事にしていて、極まって行っていた。一方でロックは音重視で、言葉のところにどこまでやっていけるかというトライはしていた。しかし言葉に専念する部分がフォークより少し遅れていた」などと述べている。またこれ以前に一世を風靡したグループ・サウンズ（GS）等で日本語ロックは達成されていたという見方もあることから、この論争以前に日本語ロックは、日本に存在しない、またロック寄りのフォークも日本語ロックでない、という仮定の上で起きた議論といえる。日本語はロックのメロディーに乗らないという説に、英語派であるミュージシャンは海外成功目標で英語は不可欠という論拠の内田裕也（と、その牽引していたフラワー・トラベリン・バンド）、グループ・サウンズ時代から活動するザ・モップスは英米追随ながら本物のロック音楽志向という立場である。日本語派はっぴいえんどは、その前身エイプリル・フールから移行発展するなかうたごえ運動の流れを汲むボブ・ディランらに影響を受けたフォークの岡林信康ら、日本語で歌うアーティストが次世代音楽（ポップス、またはニューミュージック）に進展する中に起こった。

### 一連の流れ
1969年7月にTBSのテレビ番組「ヤング720」に内田裕也とザ・フラワーズの内田、麻生レミにエイプリル・フール在籍中の細野晴臣が出演し、インタビューの「これからの抱負は？」という問いに細野は「来年は日本語とロックを結納する。」（または「来年は日本語とロックを融合する。」）と発言している（出典「定本はっぴいえんど」）。
『新宿プレイマップ』1970年10月号「ニューロック座談会」（出席者：内田裕也、鈴木ひろみつ、ミッキー・カーチス、大滝詠一、中山久民 司会：相倉久人）、『ニューミュージック・マガジン』1971年5月号「日本のロック情況はどこまで来たか」（福田一郎、中村とうよう、ミッキー・カーチス、内田裕也、折田育造、小倉エージ、大滝詠一、松本隆）が発端。
議論とは名ばかりとの意見がある。英語で歌っていたミュージシャンが一方的に日本語で歌っているミュージシャンに難癖をつけた、という意見である。論争と扱われたきっかけは『ニューミュージック・マガジン』で発表された日本のロック賞の上位にランクされたのが、主に日本語で歌っているアーティスト、特にURCレコード（主にフォーク系のアーティストの作品をリリースしていたレーベル）のアーティストが上位を占め、英語で歌っているアーティストが選ばれなかった事に始まったといえる。この対談で内田裕也は「（はっぴいえんどの）「春よ来い」にしたって、よほど注意して聞かないと言ってることがわからない。歌詞とメロディとリズムのバランスが悪く、日本語とロックの結びつきに成功したとは思わない」と音楽的な指摘をしている一方で「去年の『ニューミュージック・マガジン』の日本のロックの1位が岡林信康で、今年ははっぴいえんど、そんなにURCのレコードがいいのか? 僕達だって一生懸命やってるんだと言いたくなる」と本音を吐いている。また対する当時19歳の松本隆は、ロックに日本語の歌詞を乗せる事に未だ成功していない事をあっさりと認めたうえ、「フラワー・トラベリン・バンドやザ・モップスについてどう思うのか?」との内田からの挑発に近い問いに「僕達は人のバンドが英語で歌おうと日本語で歌おうとかまわないと思うし、音楽についても趣味の問題だ」と全く意に介さずと言った発言をしており、両者の間には明確な温度差があった。また内田以外の参加者ははっぴいえんどを絶賛し、興奮する内田をなだめる事に終始しており事実上、議論は成立していない様に見えた。

### 収束
英語で歌っている側からの一方的な批判だったこともあり、はっぴいえんどがアルバム『風街ろまん』で、ロックのメロディーに日本語の歌詞を乗せるという事に一応の成功を収めた頃には、論争らしき事態は沈静化していた。フラワー・トラベリン・バンドがカナダ経由で海外進出しアトランティック・レコードと契約するなどそれぞれが主張通り体現したことによる。
1972年12月、キャロルがデビューして、日本語英語チャンポン歌詞+矢沢永吉の「巻き舌唱法」で商業的な成功を収めると"日本語ロック論争"は、何語で歌うかは問題外になり、それまでのナンセンスな論争も、ロックの精神性云々を問う思想問答も一蹴された。この1972年以降の流れで「日本語でロックを歌うのはバカ」と言い放っていた鈴木ヒロミツのバンドザ・モップスも日本語詞の川内康範作詞の月光仮面や吉田拓郎作「たどりついたらいつも雨ふり」などカバーがヒット曲になる事態が起り（ここまでにモップスは阿波踊りを取入れ「いいじゃないか」という日本語を織り交ぜた英詞曲「御意見無用」や「パーティシペーション（参加）」と「迷子列車」という同じ曲で英詞と和詞というバージョンの実験を試みていた。）「新譜ジャーナル」の編集長を務めた鈴木勝生は、「日本語でうたう運動そのものが影を薄め、日本語でうたうのが当たり前という時代を迎えたのは1972年、（フォークの）吉田拓郎が「結婚しようよ」「旅の宿」の2曲の大ヒットした以降で、そのためか、1970年9月から東京日比谷野外音楽堂で年に2回開かれ多くのフォークとロックのアーティストを育てた“日本語のふぉーくとろっくのコンサート”も1972年5月で終了した」と論じている。
この時期のロック音楽呼称でニュー・ロックは、（実際は、レコード会社の宣伝文句「ニュー〜」の一つに過ぎなかった）、欧米のサイケデリック・ロック影響経てハード・ロック、カントリー・ロック、ロックンロールを指向するグループ、ソロ・アーティスト達に使われた。また「フォークとロックの確執」が存在し「西（関西）がフォーク、東（東京）は、ロックで、（はっぴいえんどは、）どっちつかずのコウモリ（と揶揄された）。」との細野の発言も残されており（「はっぴいえんど」項目参照）、こちらのわだかまり解消は、「岡林信康」の伴奏を「はっぴいえんど」が務めるなど歩み寄りは進んでいた。「日本語ロック論争」とは音楽指向の多様化が進む流れ手前時期にマス・メディアが増幅し顕著化させた出来事でもあった。

### 当時の音楽ファンと「日本語ロック論争」その後
はっぴいえんどの契約したURC・レコードは通信販売メーカーでのち移籍したベルウッド・レコードはキングレコード傘下では直轄ではないインディーズレーベルでアングラな存在のままで解散した。、論争の火付け役であった内田裕也のフラワー・トラベリン・バンドはワーナー・パイオニアのアトランティック・レコード、それに鈴木ヒロミツのザ・モップスは東芝音工のリバティ・レーベルと発売元はインディレーベルとメジャー大手で販売力に大きな差はあったがアルバム・レコードの販売は当時価格設定が高価だったことから国内購買市場は小さくどちらもセールスに大きな差は無い状況だった。ラジオやテレビのマスメディア出演や地方の演奏公演機会は両者とも少なく、知名度や人気はほぼ大都市部圏の音楽マニアに限られていた。
かつてビートルズなどに影響され、歌謡曲ジャンルの一つグループ・サウンズからデビューした多くのバンドの中では洋楽マニアでアニマルズ影響を公言するなど異色だったザ・モップスはホリプロに所属したことから音楽に限定されない活動を行ったが、バンド活動の伸び悩みを理由に1974年解散している。これとは前後してフォークのフォーク・クルセダース出身加藤和彦のサディスティック・ミカ・バンドが、イギリスのEMIハーベスト・レコードからアルバムを発表、ロキシー・ミュージックと共演を果した頃にはかつては英米ロックに憧れ影響された和製洋楽から独自性を打ち出し国境を越えて錯誤創造へ展開した。
この論争の中で「日本のこれからのロックは日本語で歌うべき」とする人々が、はっぴいえんどを日本語によるニューロックの創始として支持し、これがのちの再評価のなかで「すべての日本語のロックの創始ははっぴいえんど」という「偏見」が広まった。直前のグループ・サウンズブーム創始期1965年に日本クラウン・レコードから田辺昭知とザ・スパイダースがモンキーダンスとツイストに影響されたかまやつひろし作詞作曲によるオリジナル曲「フリフリ」で「日本人による日本語のロックンロール」を展開している（翌年日本ビクター・レコードのフィリップス・レコードと契約が行われ、著作権の都合新録音英語詩で「フリ・フリ'66」と改題し再発売された。）。
エイプリル・フールから発展したはっぴいえんどが「日本語のロック」を志すなかでシングル盤1968年「からっぽの世界」、ジャックスや1969年「ほんとだよ」遠藤賢司のそれぞれレコードデビューしたこの両者を参考にした発言（出典「定本はっぴいえんど」）も残されている。はっぴいえんどは既存の芸能プロダクション契約とは外れてラジオやテレビ出演は限られ当時の音楽状況の証言に、2010年1月12日にBS2で放送された『MASTER TAPE　〜荒井由実「ひこうき雲」の秘密を探る〜』で、松任谷由実はデビューアルバム『ひこうき雲』に参加した細野へ「（経歴で参加していたバンド）はっぴいえんどは当時知らなかった」と発言している。荒井は昼間ジャズ喫茶などでグループ・サウンズのザ・モップスなどを聞く一方エイプリルフールはディスコ、はっぴいえんどは日比谷野音など大学生以上が参加し風紀や環境の良くない場所で夜に演奏する機会が多く接点は少なかった。オフコースで1969年デビューした小田和正は著書『風のようにうたが流れていた』（2005年、宝島社）で自身の私的音楽史を述べているがはっぴいえんどの言及はなく、前述したように「西のフォークと東のロック」に表される障壁から交流は限定され学生運動と連帯した頭脳警察は特殊な存在で、小田和正とオフコースが参加したヤマハ・ライト・ミュージック・コンテストが新人ミュージシャンへの支援と活動活発化でロックとフォーク隔たり無く門戸を開げたにもかかわらず出直しを迫られるなど当時のミュージシャンと音楽ファン人口が推察される。ロカビリーやビートルズブームで「ロックンロールは不良の音楽」、「エレキ・ギターは非行のもと」、「長髪（マッシュルームカット）は風紀破り不良の証拠」と嫌悪されたものは受験戦争が問題化し全国規模の深夜ラジオブームなどマスメディアの変節と時代変化から、大都市部圏の音楽マニアから全国の若者達へと広がり、聴取者の拡大はロックとフォークも隔たりを下げてハードロックなど偏向した分野を除いてニューミュージックと呼ばれる日本のポップス文化へと移行する。

### 付記
一方の当事者を担った内田裕也は海外親展を意識する発言を行っていたが戦後の日本に流入した洋楽でブーム化したロカビリーで「ロカビリー三人男」の一人に称され、キャリアでは先輩格にあたり、座談会では中立の立場にいたミッキー・カーチスはグループ・サウンズブーム期にはミッキーカーチスとサムライを率い1967年にインストロメンタル・アルバム、2枚のシングルを国内で制作し同年11月に渡欧しイギリス、イタリアで4枚のシングル、西ドイツMetronomeレーベルから二枚組アルバムを英語詩で発表、1970年夏に帰国、翌年日本でアルバム「河童」を発表している。営業上の大きな成功には繋がらず話題にも上らなかったが、日本出身のロックバンド  が海外現地で色物の演奏公演などを経験した上でサイケ、プログレッシブ・ロックの二枚組アルバムを制作発売する快挙を経て 、中立意見から発言を控えるなか日本国内ではこの「議論」という些細な意見交換に終始していた。
同時代の演劇では米国で成功したロックミュージカル「ヘアー」を日本語翻訳し1969年12月に初演、主演は元ザ・タイガースの加橋かつみで伴奏を元エイプリル・フールの柳田ヒロ、元アウト・キャストの水谷公生らが務め、アングラ演劇で寺山修司は劇団天井桟敷を運営し座付の作曲家J・A・シーザーによるロック伴奏の演劇や映画制作を行い映画『人力飛行機』や『書を捨てよ町へ出よう』などのサウンドトラックにフラワー・トラベリン・バンドの石間秀機らが参加、舞台芝居から「日本語ロック」を試行していたが地方公演が少ない演劇と自主制作映画で配給が限られ、またロック音楽の分野から注目されることなく日本では1990年代に入るまで注目されなかった。
劇団天井桟敷の座員だったカルメン・マキは1969年「時には母のない子のように」をヒットさせて1970年以降は演劇からロック音楽の分野へ活動の場を移してブルース・クリエイションに参加後の1972年にはカルメン・マキ&OZを結成している。
1968年結団の劇団東京キッドブラザース草創期稽古等に小椋佳 ら様々ミュージシャンが係わり、劇団結成呼掛け人一人である永倉万治は、学校在学中に細野晴臣との交友が有った。1969年細野は参加するバンドのエイプリル・フールから演劇伴奏に参加している。エイプリル・フールはその後、吉田喜重監督の映画エロス+虐殺にて一部のサウンド･トラックを担当、解散後にメンバーの一人柳田ヒロは前述「ヘアー」参加後フード・ブレインに加入して、1970年若松孝二監督の映画新宿マッドサウンド･トラック制作を経てバンドはアルバム「晩餐」発表後に活動停止し事実上の解散を迎えた。劇団東京キッドブラザースではこのようなゲスト・バンドの招集に、ザ・テンプターズ解散後の松崎由治と高久昇が劇団伴奏のバンド高久昇とエクソダスを結成している。